# Левитан, Дэвид
Дэвид Левитан (англ. David Levithan; род. 7 сентября 1972) — американский писатель, известный своими романами для подростков, некоторые из которых входили в список бестселлеров по версии The New York Times, три были экранизированы.

## Биография
Левитан проживает в Хобокене (Нью-Джерси), и работает не только как писатель, но и как редактор. Часть книг написана им в соавторстве. В интервью Barnes & Noble Левитан говорит, что примером того, как следует писать книги для него стал роман «Александр и ужасный, кошмарный, нехороший, очень плохой день» (1972) писательницы Джудит Виорст.

## Книги
На русском языке доступен роман Левитана «Каждый новый день» (англ. Every Day, 2012), повествующий о подростке, не имеющем своего тела, и каждый день просыпающемся в новом. В оригинале этот роман является частью трилогии, включающей также произведения «Another Day» (2015, продолжение) и «Six Earlier Days» (приквел). Роман «Каждый новый день» в США вошел в список бестселлеров, получил положительные отзывы критиков The New York Times и Los Angeles Times.
Вторая книга, доступная на русском — «Словарь любовника» (англ. The Lover’s Dictionary, 2011), была написана, вопреки обыкновению писателя, для взрослых. Положительную рецензию на неё опубликовала, в частности, газета The Guardian.
На Западе также известен роман Левитана «Boy Meets Boy» (2003), посвященный молодёжной гомосексуальной тематике.
Кроме этого, Дэвид Левитан является автором целого ряда других произведений, среди них «Невидимый» в соавторстве с Андреа Кремер и «Уилл Грейсон, Уилл Грейсон» — в соавторстве с Джоном Грином (оба также доступные на русском языке).

## Экранизации
Две из трёх экранизаций, сняты по романам Дэвида Левитана, написаны в соавторстве с писательницей Рэйчел Кон. Это «Будь моим парнем на пять минут» (англ. «Nick and Norah’s Infinite Playlist», книга — 2006, фильм — 2008) с Майклом Сера в главной роли, и «Те, кого нельзя целовать» (англ. «Naomi and Ely’s No Kiss List», книга — 2007, фильм — 2015).
В 2018 году в прокат вышел фильм «Привидение», снятый по роману Дэвида Левитана «Каждый новый день». В 2020 вышел сериал «Дэш и Лили».
| Год  |   | Русское название               | Оригинальное название              | Роль |
| ---- | - | ------------------------------ | ---------------------------------- | ---- |
| 2008 | ф | Будь моим парнем на пять минут | Nick and Norah's Infinite Playlist |      |
| 2015 | ф | Те, кого нельзя целовать       | Naomi and Ely's No Kiss List       |      |
| 2018 | ф | Привидение                     | Every Day                          |      |